# Steve Gaines
Steven Earl Gaines (Seneca, Missouri,  SAD, 14. rujna 1949. – Gillsburg, Mississippi, 20. listopada 1977.) bio je tekstopisac i gitarist sastava Lynyrd Skynyrd. 

## Životopis
Rođen je u Seneci, Missouri, a odrastao u Miamiju, Oklahoma. Gitaru je počeo svirati nakon kao tinejdžer, nakon jednog koncerta Beatlesa. Svirao je u par sastava: The Ravens, ILMO Smokehouse, Detroit... U prosincu 1975. njegova sestra Cassie postaje članicom grupe pozadinskih vokala (The Honkettes) u Lynyrd Skynyrdu. Upravo tada Lynyrd Skynyrd je tražio zamjenu za Eda Kinga koji je napustio sastav par mjeseci prije. Na nagovor Cassie, dozvolili su mu da nastupi na koncertu u Kansas Cityu 11. svibnja 1976. Punopravnim članom postaje u vrijeme snimanja albuma One More from the Road.
Tri dana nakon izlaska albuma Street Survivors, vraćajući se s koncerta iz Greenvillea, Južna Karolina, zrakoplov sastava ruši se zbog problema s gorivom u močvarama Gillsburga, Mississippi. U nesreći pogibaju Ronnie Van Zant, Steve i njegova sestra Cassie, a ostatak sastava čudom preživljava.
Pokopan je na Orange Parku, Florida, ali su ostaci premješteni nakon vandalizma na grobu.

## Vanjske poveznice
- Stranice prve postave sastava Lynyrd Skynyrd  Arhivirana inačica izvorne stranice od 26. siječnja 2021. (Wayback Machine)
- Stranice o padu zrakoplova prve postave sastava  Arhivirana inačica izvorne stranice od 25. prosinca 2014. (Wayback Machine)